# Thomas Fraser-Holmes
Thomas William Fraser-Holmes (Newcastle (New South Wales), 9 oktober 1991) is een Australische zwemmer. Hij vertegenwoordigde zijn vaderland op de Olympische Zomerspelen 2012 in Londen.

## Carrière
Bij zijn internationale debuut, op de Pan Pacific kampioenschappen zwemmen 2010 in Irvine, eindigde Fraser-Holmes als vierde op de 200 meter vrije slag, als twaalfde op de 200 meter wisselslag en als dertiende op de 400 meter vrije slag. Op de 4x200 meter vrije slag legde hij samen met Nicholas Ffrost, Kenrick Monk en Leith Brodie beslag op de bronzen medaille. In Delhi nam de Australiër deel aan de Gemenebestspelen 2010. Op dit toernooi veroverde hij de bronzen medaille op de 200 meter vrije slag, daarnaast eindigde hij als vijfde op de 400 meter wisselslag en als zesde op de 200 meter wisselslag. Samen met Nicholas Ffrost, Ryan Napoleon en Kenrick Monk sleepte hij de gouden medaille in de wacht op de 4x200 meter vrije slag.
Op de wereldkampioenschappen zwemmen 2011 werd Fraser-Holmes op al zijn individuele afstanden uitgeschakeld in de series, op de 4x200 meter vrije slag eindigde hij samen met Kenrick Monk, Jarrod Killey en Ryan Napoleon op de vijfde plaats.
Tijdens de Olympische Zomerspelen van 2012 in Londen eindigde de Australiër als zevende op zowel de 200 meter vrije slag als de 400 meter wisselslag. Samen met Kenrick Monk, Ned McKendry en Ryan Napoleon eindigde hij als vijfde op de 4x200 meter vrije slag.
Op de wereldkampioenschappen zwemmen 2013 in Barcelona zwom Fraser-Holmes naar de 8e plaats op zowel de 200 meter vrije slag als de 400 meter wisselslag.

## Internationale toernooien
| Jaar | Olympische Spelen                                          | WK langebaan                                                                     | WK kortebaan  | PanPacs                                                                                                 | Gemenebestspelen                                                              |
| ---- | ---------------------------------------------------------- | -------------------------------------------------------------------------------- | ------------- | --- | ----------------------------------------------------------------------------- |
| 2010 |                                                            |                                                                                  | geen deelname | 4e 200m vrije slag · 13e 400m vrije slag · 12e 200m wisselslag · DQ 400m wisselslag · 4x200m vrije slag | 200m vrije slag · 6e 200m wisselslag · 5e 400m wisselslag · 4x200m vrije slag |
| 2011 |                                                            | 22e 200m vrije slag 19e 400m vrije slag 13e 400m wisselslag 5e 4x200m vrije slag |               | |                                                                               |
| 2012 | 7e 200m vrije slag 7e 400m wisselslag 5e 4x200m vrije slag |                                                                                  | geen deelname | |                                                                               |
| 2013 |                                                            | 8e 200m vrije slag 8e 400m wisselslag                                            |               | |                                                                               |

## Persoonlijke records
Bijgewerkt tot en met 12 augustus 2013

### Kortebaan
| Afstand         | Tijd    | Datum            | Plaats   |
| --------------- | ------- | ---------------- | -------- |
| 200m vrije slag | 1.45,67 | 14 juli 2010     | Brisbane |
| 400m vrije slag | 3.41,72 | 10 augustus 2009 | Hobart   |
| 200m wisselslag | 1.58,43 | 16 juli 2010     | Brisbane |
| 400m wisselslag | 4.07,48 | 9 augustus 2009  | Hobart   |

### Langebaan
| Afstand         | Tijd    | Datum         | Plaats   |
| --------------- | ------- | ------------- | -------- |
| 200m vrije slag | 1.45,79 | 27 april 2013 | Adelaide |
| 400m vrije slag | 3.46,54 | 1 april 2011  | Sydney   |
| 200m wisselslag | 1.59,02 | 20 maart 2012 | Adelaide |
| 400m wisselslag | 4.10,14 | 3 mei 2013    | Adelaide |